# Собрино, Рубен
Рубен Собрино Посуэло (исп. Rubén Sobrino Pozuelo; род. 1 июня 1992 года) — испанский футболист, нападающий клуба «Кадис».

## Клубная карьера
В июле 2008 года 16-летний Собрино присоединился к юношеской команде «Реала». В сезоне 2011/12 дебютировал за «Реал Мадрид C» в матче против «Райо Махадаонды», выйдя на замену на 77-й минуте вместо Франа Соля. В сезоне 2012/13 годах он сыграл свой первый матч в Сегунде Б.
26 мая 2013 года Собрино впервые вышел на поле в составе клуба «Реал Мадрид Кастилья», заменив Хесе, тогда команда сыграла вничью (1:1) с «Эльче». После вылета «Кастильи» из Сегунды перешёл в команду «Понферрадина».
28 августа 2015 года Собрино был куплен «Манчестер Сити», сумма трансфера составила 250 000 евро плюс 200 000 евро в виде возможных бонусов. Сразу же после перехода отправился в аренду в «Жирону». 14 июля 2016 года был арендован «Алавесом» на один год с возможностью продления ещё на один год.
Собрино дебютировал в высшем дивизионе испанского футбола 16 октября 2016 года, заменив Александра Катая в домашней игре против «Малаги» (1:1). Его первый гол пришёлся на следующую игру 5 февраля против хихонского «Спортинга» (4:2).
6 июля 2017 года «Манчестер Сити» объявил о подписании Собрино четырёхлетнего контракта с «Алавесом».

## Статистика
| Клуб                 | Сезон                      | Лига                       | Лига | Лига | Кубок | Кубок | Другие | Другие | Итого | Итого |
| Клуб                 | Сезон                      | Дивизион                   | Игры | Голы | Игры  | Голы  | Игры   | Голы   | Игры  | Голы  |
| -------------------- | -------------------------- | -------------------------- | ---- | ---- | ----- | ----- | ------ | ------ | ----- | ----- |
| Реал Мадрид С        | 2012/13                    | Сегунда Дивизион Б         | 34   | 7    | —     | —     | —      | —      | 34    | 7     |
| Реал Мадрид Кастилья | 2011/12                    | Сегунда Дивизион Б         | 1    | 0    | —     | —     | —      | —      | 1     | 0     |
| Реал Мадрид Кастилья | 2012/13                    | Сегунда                    | 2    | 0    | —     | —     | —      | —      | 2     | 0     |
| Реал Мадрид Кастилья | 2013/14                    | Сегунда                    | 17   | 0    | —     | —     | —      | —      | 17    | 0     |
| Реал Мадрид Кастилья | Реал Мадрид Кастилья итого | Реал Мадрид Кастилья итого | 20   | 0    | —     | —     | —      | —      | 20    | 0     |
| Понферрадина         | 2014/15                    | Сегунда                    | 41   | 5    | 1     | 1     | —      | —      | 42    | 6     |
| Жирона               | 2015/16                    | Сегунда                    | 10   | 2    | 0     | 0     | 4      | 0      | 14    | 2     |
| Алавес               | 2016/17                    | Ла Лига                    | 11   | 2    | 5     | 1     | —      | —      | 16    | 3     |
| Алавес               | 2017/18                    | Ла Лига                    | 13   | 0    | 5     | 2     | —      | —      | 18    | 2     |
| Итого в карьере      | Итого в карьере            | Итого в карьере            | 129  | 16   | 11    | 4     | 4      | 0      | 144   | 20    |